# François-Auguste Biard

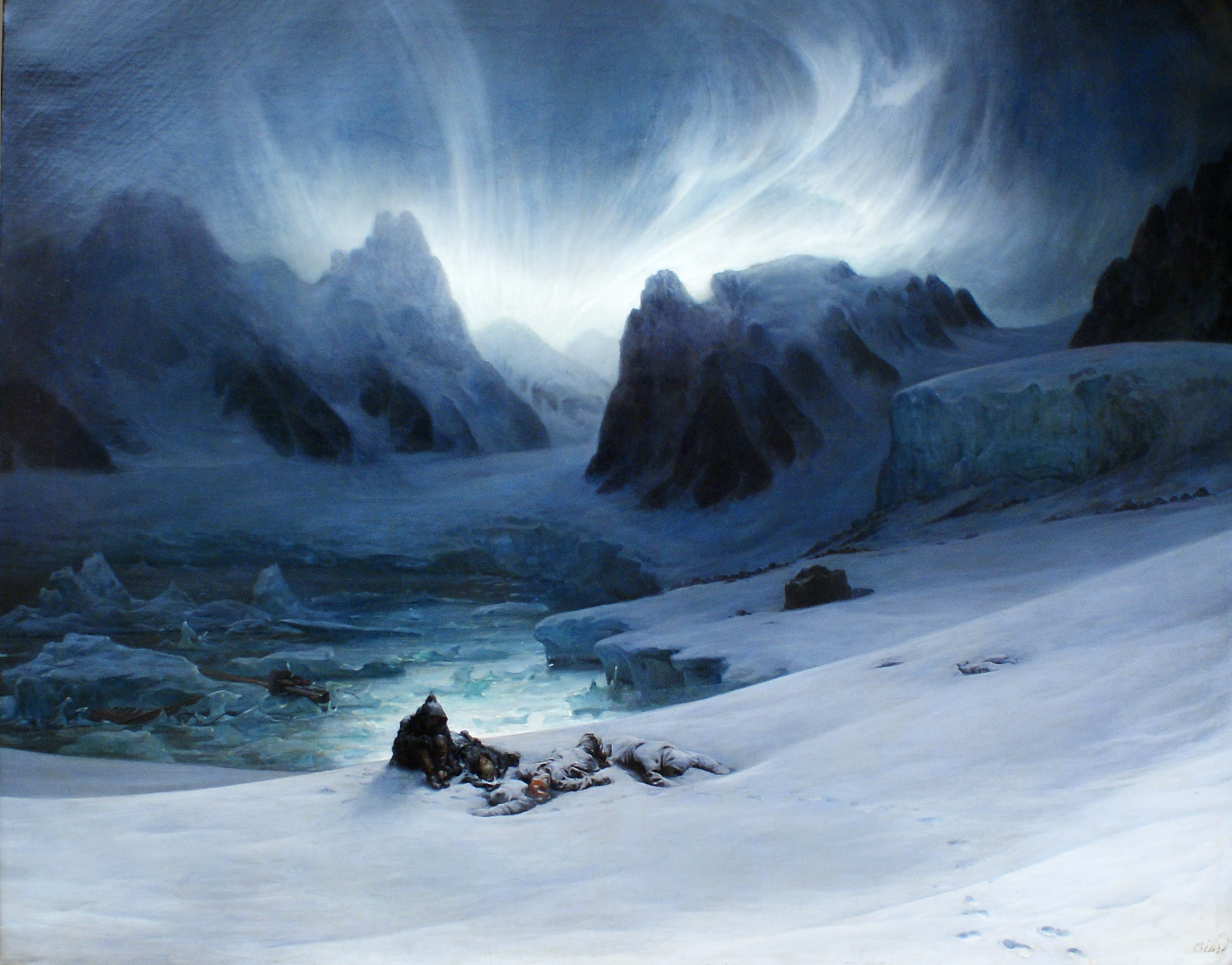
Magdalena Bay (1841), Museo del Louvre, París

François-Auguste Biard (Lyon, 30 de junio de 1799-Samois-sur-Seine, 20 de junio de 1882) fue un pintor francés. 

## Biografía
Estudió en la École des beaux-arts de Lyon con Pierre Révoil. Efectuó numerosos viajes por Oriente, Laponia y Brasil, que le sirvieron de inspiración para sus obras, marcadas por su carácter exótico, que tuvieron un gran éxito de público. Otro rasgo de su estilo fue el sello humorístico, como se denota en su obra Comediantes ambulantes (1833, Museo de Bellas Artes de Lyon). Una de sus obras más famosas es La abolición de la esclavitud en las colonias francesas en 1848 (1849, Palacio de Versalles, París).